# 大縫
大縫（だいほう）は、664年から685年まで日本で用いられた冠位である。上から数えて3番目で、小織の下、小縫の上にあたる。
天智天皇3年（664年）2月9日の冠位26階の制で、以前の大繡を改めて設けられた。大臣級の高位であったが、この冠位を受けた人物は知られない。天武天皇14年（685年）1月21日の冠位48階の制で冠位の名称が全面的に変わり、廃止された。